# Caryl Churchill
Caryl Churchill (Londres, 3 de septiembre de 1938) es una dramaturga británica conocida por dramatizar los abusos de poder, por el uso de técnicas no naturalistas, y por su exploración de la política sexual y temas feministas.
Sus primeras obras desarrollaron las técnicas teatrales y dramáticas modernistas de Bertolt Brecht del teatro épico para explorar las cuestiones del género y la sexualidad. Desde A Mouthful of Birds (1986) en adelante, comenzó  a experimentar con formas de teatro-danza, incorporando técnicas desarrolladas con la tradición de las performances iniciada por Antonin Artaud con su "teatro de la crueldad". Este movimiento alejándose de una clara dramaturgia Fabel hacia narrativas progresivamente fragmentarias y surrealistas caracteriza su obra como postmodernismo. 

## Antecedentes
Churchill nació en Londres, Inglaterra, hija de Jan, una modelo de moda, y Robert Churchill, un humorista gráfico político. Después de la Segunda Guerra Mundial, su familia emigró a Montreal, Quebec, Canadá; Churchill tenía diez años de edad. En Montreal, acudió a la escuela femenina Trafalgar. 
Regresó a Inglaterra para acudir a la universidad, y en 1957 se graduó en el Lady Margaret Hall, un instituto para mujeres de la universidad de Oxford, con un grado B. A. (Bachelor of Arts) en literatura inglesa. También empezó allí su carrera como escritora. Sus cuatro obras más antiguas, Downstairs (producida en 1958),You've No Need to be Frightened, Having a Wonderful Time (1960), y  Easy Death (producida en 1962) fueron interpretadas en Oxford por un conjunto teatral de estudiantes.[cita requerida]

## Matrimonio y familia
En 1961 se casó con David Harter, un abogado. Tuvieron tres hijos Joe, Paul, y Ricky, y viven en Islington, Norte de Londres.[cita requerida]

## Carrera
Mientras criaba a sus hijos en los años sesenta y setenta, Churchill empezó a escribir cortos dramas para la radio, para BBC radio. Entre estos estuvieron The Ants (1962), Not, Not, Not, Not Enough Oxygen (1971), y Schreber's Nervous Illness (1972). También escribió obras para la televisión para la BBC, incluyendo The After Dinner Joke (1978) y Crimes (1982). Estas, así como algunas de sus obras de radioteatro, han sido adaptadas para la escena.

### Temas y obras
En 1972, escribió Owners, una obra en dos actos y 14 escenas sobre la obsesión con el poder. Fue su primera obra para la escena y "su primera gran empresa teatral"; se produjo en Londres ese mismo año. Los puntos de vista socialistas de Churchill se expresan en la obra, una crítica de los valores que la mayor parte de los capitalistas dan por descontado: ser agresivo, ponerse en cabeza, hacerlo bien.
Sirvió como dramaturga residente en el Royal Court Theatre en el período 1974–1975, y más tarde comenzó a colaborar con compañías de teatro como la Joint Stock Theatre Company y Monstrous Regiment (un colectivo teatral feminista). Ambas usaban un amplio período de taller en su desarrollo de nuevas obras teatrales. Churchill continúa usando un período de ensayos de improvisación. Durante este período, también escribió Objections to Sex and Violence (1974).
Su primera obra que recibió una atención amplia fue Cloud Nine (1979), "una farsa sobre política sexual", ambientada en parte en una colonia de ultramar británica durante la época victoriana. Explora los efectos de la mentalidad imperialista/colonialista en las relaciones íntimas personales, y usa un reparto trans género con efecto instructivo y cómico. La obra fue un éxito en Gran Bretaña y en los Estados Unidos, ganando un premio Obie en 1982 a la mejor obra del año en Nueva York.
Churchill abandonó gradualmente más convenciones del realismo, y su lealtad a las ideas y los temas feministas se convirtió en la principal guía de su obra. Ganó un premio Obie a la mejor obra con Top Girls (1982), "que trata de mujeres que pierden su humanidad para lograr el poder en un entorno dominado por los hombres." Tiene un reparto completamente femenino, y se centra en Marlene, quien ha dejado el hogar y la familia para lograr el éxito en el mundo de los negocios. La mitad de la acción tiene lugar en una cena de celebración donde Marlene se mezcla con mujeres de ficción, icónicas e históricas que habían logrado gran estatura en un "mundo de hombres", pero siempre con un gran coste. La otra mitad de la obra, ambientada un año atrás se centra en la familia de Marlene, donde el verdadero coste de su vida "exitosa" se pone en evidencia de forma dolorosa y aterradora. 
Softcops (producida por vez primera por la Royal Shakespeare Company en 1984) es un "drama surrealista ambientado en la Francia del siglo XIX sobre los intentos del gobierno de despolitizar actos ilegales."
Serious Money (1987), "una comedia sobre los excesos en el mundo financiero", es una obra en verso, principalmente escrita en pareados. Asume una mirada satírica sobre las veleidades del mercado de valores y sus vecinos thatcherianos. La obra fue muy aclamada, quizá en parte debido a que se representó de forma inmediata a la quiebra financiera de 1987.
Icecream (Royal Court Theatre 1989) explora los estereotipos anglo-americanos.
En The Skriker (1994), Churchill usa una lógica onírica asociativa que algunos críticos encontraron que carecía de sentido.[cita requerida] La obra, una exploración visionaria de la ecología global realizada a través de juegos de género, cuentacuentos, lenguaje distorsionado y evocaciones de la vida urbana moderna, sigue un antiguo portento letal que cambia de forma (The Skriker) en su búsqueda del amor, la venganza y la comprensión humana.[cita requerida]
"La prolífica Churchill siguió forzando los límites a finales de los años noventa. En 1997 colaboró con el compositor Orlando Gough para crear 'Hotel,' una ópera coreografiada o ballet cantado que se ambienta en una habitación de hotel. También se produjo aquel año su obra corta surrealista 'This Is a Chair'."
Su obra de 2002, A Number, se enfrenta al tema de la clonación humana y cuestiones de identidad. Su guion adaptado de A Number se mostró en la BBC TV en septiembre de 2008. En Drunk Enough To Say I Love You (2006), asume una mirada crítica en lo que ella ve como el sometimiento del Reino Unido a los Estados Unidos en materia de política exterior. 
En 2010, Churchill recibió el encargo de escribir el libreto de una ópera breve de Orlando Gough, como parte de la iniciativa ROH2 OperaShots de la Royal Opera House. La obra resultante, A ring a lamp a thing, se representó en cinco ocasiones en el Teatro Linbury Studio en la Royal Opera House.
Su Love and Information, se representó por vez primera en el Royal Court Theatre en septiembre de 2012, dirigida por James Macdonald. Obtuvo gran aplauso de la crítica, y éxito de público.[cita requerida] La obra presenta a cien personajes con un elenco de quince personas, está estructurada como una serie de más de cincuenta escenas fragmentadas, algunas de no más de veinticinco segundos, todas ellas aparentemente sin relación entre sí pero que se van acumulando en forma de mosaico sorprendente, un retrato de la conciencia moderna y la necesidad de intimidad humana, amor y conexión. 

### Traducciones
Churchill ha publicado una traducción del Tiestes de Séneca y su versión de A Dream Play de August Strindberg. Este último se estrenó en el Teatro nacional en 2005.[cita requerida]

### Retrospectiva
El Royal Court Theatre celebró una retrospectiva con motivo de su 70 aniversario representando lecturas de muchas de sus obras más famosas, dirigidas por destacados dramaturgos, incluidos Martin Crimp y Mark Ravenhill.

Por supuesto, es posible trazar temas recurrentes en la obra de Churchill – la alienación entre el progenitor y su hijo, la posibilidad y el fracaso de la revolución. Pero es la variedad de su obra lo más sorprendente. Como dice Von Mayenburg: "Con cada obra, ella descubre nuevos géneros y formas. Entonces los descarta y sigue adelante, abriendo posibilidades para que las exploren otros dramaturgos. Creo que la mayor parte de la gente hoy en día ni siquiera se da cuenta de que ella les ha influido. Cambió el lenguaje del teatro. Y muy pocos dramaturgos hacen eso."

Su carrera es examinada en el Reputations strand de TheatreVoice.[cita requerida]

### Interés por Palestina
Churchill patrocina la Palestine Solidarity Campaign ("Campaña de solidaridad con Palestina"). En enero de 2009, escribió una obra de diez minutos que explora una historia de Israel, acabando con el ataque israelí de 2008 sobre Gaza. Fue representado gratis en el Royal Court Theatre, con una recaudación para donarla a ayuda médica a los palestinos.
"'The Sunday Times condenó su "ridícula y totalmente predecible falta de imparcialidad"; pero para el Times, "no hay héroes ni villanos, pues todo lo que Churchill denuncia es lo que está ocurriendo en Gaza"." Escritores como Jeffrey Goldberg de The Atlantic y Melanie Phillips en su blog Spectator criticó la obra como antisemita, como hizo John Nathan. Señaló que Churchill ha dicho que Seven Jewish Children es "no sólo un acontecimiento teatral sino también político." Sugirió que una obra presentando la perspectiva de una comunidad y crítica de esa comunidad tenía que ser escrita por un miembro de esa comunidad. El Royal Court negó la acusación.
Churchill publicó la obra, Seven Jewish Children – a play about Gaza, en línea, para que se pudiera bajar gratis y usarlo. Churchill dijo: "Cualquiera puede representarla sin necesidad de adquirir los derechos, mientras hagan una recaudación para el pueblo de Gaza al final de la representación". Un texto completo para representarse también está disponible en la página del web de The Guardian.
En abril de 2022, se anunció que la compañía teatral de la ciudad alemana de Stuttgart le había concedido el Premio Europeo de Dramaturgia, de carácter bienal, por su larga y exitosa trayectoria, pero en noviembre, días antes de que le fuera entregado se comunicó la retirada del galardón por colaborar con la organización Boicot, Desinversión y Sanciones, conocida como BDS que defiende el boicot a Israel en respuesta a la ocupación del territorio palestino, motivo por el que se le consideró antisemita. El premio fue cancelado. Más de ciento setenta personalidades del Reino Unido, entre las que se encuentran Stephen Frears, Ken Loach y Brian Eno publicaron una carta abierta en la que tildan esta actuación de “macartismo moderno”.

## Premios y distinciones
Churchill ha recibido los siguientes premios:
- 1958   Sunday Times/National Union of Students Drama Festival Award Downstairs
- 1961 Memorial Prize Richard Hillary
- 1981 Premio Obie en drama, Cloud Nine
- 1982 Premio Obie en drama, Top Girls
- 1983 Premio Susan Smith Blackburn (segundo), Top Girls
- 1984 Premio Susan Smith Blackburn, Fen
- 1987 Premio Evening Standard a la mejor comedia del año, Serious Money
- 1987 Premio Obie a la mejor obra nueva, Serious Money
- 1987 Premio Susan Smith Blackburn, Serious Money
- 1988 Premio Laurence Olivier/BBC a la mejor obra nueva, Serious Money
- 2001 Premio Obie al logro de toda una vida
- 2010 Incluida en el Salón de la Fama del Teatro estadounidense.[20]

## Obras
- Downstairs (1958)
- You've No Need to be Frightened (1959?)
- Having a Wonderful Time (1960)
- Easy Death (1960)
- The Ants, drama para la radio (1962)
- Lovesick, drama para la radio (1969)
- Identical Twins (1960)
- Abortive, drama para la radio (1971)
- Not Not Not Not Not Enough Oxygen, drama para la radio (1971)
- Owners (1972)
- Schreber's Nervous Illness, drama para la radio (1972) – basada en Memoirs of My Nervous Illness
- The Hospital at the Time of the Revolution (escrito en 1972)
- The Judge's Wife, drama para la radio (1972)
- Moving Clocks Go Slow, (1973)
- Turkish Delight, drama para la televisión (1973)
- Objections to Sex and Violence (1975)
- Light Shining in Buckinghamshire (1976)[7]
- Vinegar Tom (1976)
- Traps (1976)
- The After-Dinner Joke, drama para la televisión (1978)
- Seagulls (escrita en 1978)
- Cloud Nine (1979)
- Three More Sleepless Nights (1980)
- Top Girls (1982)
- Crimes, drama para la televisión (1982)
- Fen (1983)
- Softcops (1984)
- A Mouthful of Birds (1986)
- A Heart's Desire (1987)[21]
- Serious Money (1987)
- Ice Cream (1989)
- Hot Fudge (1989)
- Mad Forest (1990)
- Lives of the Great Poisoners (1991)
- The Skriker (1994)
- Blue Heart (1997)
- Hotel (1997)
- This is a Chair (1999)
- Far Away (2000)
- Thyestes (2001) – traducción de la tragedia de Séneca
- A Number (2002)
- A Dream Play (2005) – traducción de la obra de August Strindberg
- Drunk Enough to Say I Love You? (2006)
- Seven Jewish Children – a play for Gaza (2009)
- Love and Information (2012)
- Ding Dong the Wicked (2013)
- Here We Go (2015)
- Escaped Alone (2016)
- Pigs And Dogs (2016)

### En España
- Catro pezas: o sétimo ceo; Mozas de primeira; Lonxe; De serie (2010) Editorial Galaxia, S.A.
- Ferrando Luquin, Silvia: Las dramaturgias de Caryl Churchill: El mundo y sus sombras   (2016) Servei de Publicacions de la Universitat Autònoma de Barcelona
- Monforte Rabascall, Enric: Gender, politics, subjectivity: reading Caryl Churchill (2001) PPU, S.A.
- Un número; Lejos (2005) Asociación Cultural Teatro del Astillero
- Top girls (1988) Diputació de Barcelona

## Para saber más
- Churchill, Caryl. (2009) Seven Jewish Children. Londres: Nick Hern Books. Sólo para bajar de la red.
- Churchill, Caryl. (2008) Churchill Plays: Four. Londres: Nick Hern Books. ISBN 978-1-85459-540-9.
- Churchill, Caryl. (2006) Drunk Enough to Say I Love You?. Londres: Nick Hern Books. ISBN 978-1-85459-959-9.
- Churchill, Caryl. (2004) A Number. Londres: Nick Hern Books. ISBN 978-1-85459-743-4.
- Churchill, Caryl. (2003) Far Away. Londres: Nick Hern Books. ISBN 978-1-85459-744-1.
- Churchill, Caryl. (1999) This is a Chair. Londres: Nick Hern Books. ISBN 978-1-85459-344-3.
- Churchill, Caryl. (1997) Churchill Plays: Three. Londres: Nick Hern Books. ISBN 978-1-85459-342-9.
- Churchill, Caryl. (1996) Light Shining in Buckinghamshire. Londres: Nick Hern Books. ISBN 978-1-85459-311-5.
- Churchill, Caryl. (1994) The Skriker. Londres: Nick Hern Books. ISBN 978-1-85459-275-0.
- Churchill, Caryl. (1990) Mad Forest. Londres: Nick Hern Books. ISBN 978-1-85459-044-2.
- Churchill, Caryl. (1990) Churchill: Shorts. Londres: Nick Hern Books. ISBN 978-1-85459-085-5.
- Churchill, Caryl. (1989) Cloud Nine. Londres: Nick Hern Books. ISBN 978-1-85459-090-9.
- Churchill, Caryl. (1989) Icecream. Londres: Nick Hern Books. ISBN 978-1-85459-016-9.
- Churchill, Caryl. (1989) Traps. Londres: Nick Hern Books. ISBN 978-1-85459-095-4.
- Churchill, Caryl. (1997) Blue Heart. Londres: Nick Hern Books. ISBN 978-1-85459-327-6.
- Churchill, Caryl and Gough, Orlando. (1990) Hotel. Londres: Nick Hern Books. ISBN 978-1-85459-337-5.
- Doollee.com Archivado el 27 de mayo de 2007 en Wayback Machine.